# Natonin
Natonin es un municipio filipino de cuarta categoría, situado en la isla de Luzón. Forma parte de la provincia de La Montaña situada en la Región Administrativa de Región Administrativa de La Cordillera, también denominada RAC.
Conforme al censo del 2000, tiene 9,065 habitantes.

## Barangays
El municipio de Natonin se divide, a los efectos administrativos, en 11 barangayes o barrios, conforme a la siguiente relación:
| - Alunogan - Balangao - Banao | - Banawel - Butac - Maducayan | - Población - Saliok - Santa Isabel | - Tonglayan - Pudo |  |